# 성창기업지주
성창기업지주 주식회사는 대한민국의 지주회사이다.

## 역사
1916년 고(故) 정태성 회장이 경상북도 영주에서 창업한 '성창상점'을 시작으로 1927년 경상북도 봉화로 상점을 이전, 1948년에는 대구로 이전하고 상호를 성창기업㈜으로 변경하고 합판사업을 시작하였으며 1955년에는 본사를 부산 남구 우암동으로 이전하였다.
1975년에 유가증권시장에 상장되었으며  고 정태성 회장이 1982년에 부산외대를 창립하였다.

## 사업
거제도 장승포유원지 조성 사업을 추진하고 있다 그린벨트 해제로 인해 수혜를 입을 것으로 예상되어 그린벨트 해제 테마주로 증시에서 분류되어 있다

## 논란
2015년에 자산 재평가를 통한 주가 부양을 주장하는 소액주주들과 경영 방해를 이유로 하는 회사간 대립이 있어 소액주주가 선출한 감사의 임명을 둘러싼 소송이 있었다

## 자회사
- 성창기업
- 성창보드
- GC테크